# Anopheles distinctus
Anopheles distinctus este o specie de țânțari din genul Anopheles, descrisă de Robert Newstead și Carter în anul 1911. Conform Catalogue of Life specia Anopheles distinctus nu are subspecii cunoscute.